# Ватерлоо (Сьєрра-Леоне)
Ватерлоо (англ. Waterloo) — місто у Західній провінції Сьєрра-Леоне. Є адміністративним центром Сільського округу країни і однойменного вождівства.

## Географія
Розташований на схід від столиці.

### Клімат
Місто знаходиться у зоні, котра характеризується мусонним кліматом. Найтепліший місяць — квітень із середньою температурою 27.8 °C (82 °F). Найхолодніший місяць — серпень, із середньою температурою 25.2 °С (77.4 °F).
| Клімат Ватерлоо         | Клімат Ватерлоо | Клімат Ватерлоо | Клімат Ватерлоо | Клімат Ватерлоо | Клімат Ватерлоо | Клімат Ватерлоо | Клімат Ватерлоо | Клімат Ватерлоо | Клімат Ватерлоо | Клімат Ватерлоо | Клімат Ватерлоо | Клімат Ватерлоо | Клімат Ватерлоо |
| Показник                | Січ.            | Лют.            | Бер.            | Квіт.           | Трав.           | Черв.           | Лип.            | Серп.           | Вер.            | Жовт.           | Лист.           | Груд.           | Рік             |
| Середня температура, °C | 26,3            | 26,9            | 27,5            | 27,8            | 27,2            | 26,2            | 25,4            | 25,2            | 25,7            | 26,1            | 26,6            | 26,4            | 26,4            |
| Норма опадів, мм        | 6.1             | 5.2             | 17.2            | 57.1            | 199.1           | 341             | 719.5           | 783.6           | 501.2           | 284.3           | 116.7           | 26.5            | 3057.5          |
| Днів з опадами          | 0,2             | 0,3             | 1,5             | 4,7             | 15              | 22,2            | 26,8            | 26,9            | 24,1            | 21,3            | 9,9             | 2,2             | 155,1           |
| Вологість повітря, %    | 71.9            | 72.5            | 71.3            | 72.6            | 78.2            | 82.5            | 86              | 87              | 84.9            | 82.2            | 80.4            | 75.1            | 78.7            |
| ----------------------- | --------------- | --------------- | --------------- | --------------- | --------------- | --------------- | --------------- | --------------- | --------------- | --------------- | --------------- | --------------- | --------------- |
| Джерело: Weatherbase    |                 |                 |                 |                 |                 |                 |                 |                 |                 |                 |                 |                 |                 |